# Parafia św. Maksymiliana Kolbego w Dąbrowicy
Parafia św. Maksymiliana Kolbego w Dąbrowicy – parafia należąca do dekanatu Biłgoraj - Północ diecezji zamojsko-lubaczowskiej. Została utworzona w 1992 roku. Prowadzą ją księża diecezjalni.
Na obszarze parafii leżą miejscowości: Dąbrowica i Kolonia Sól